# 木沙江·肉孜
木沙江·肉孜（1925年—）维吾尔族，新疆伊宁人，中华人民共和国音乐教育家。

## 生平
1925年，生在伊宁一个手艺人家庭。自幼喜爱音乐，擅长演奏弹拨尔、都塔尔、小提琴、扬琴等乐器，曾在新文化学校读书。1942年被伊犁文工团录用，开始系统学习维吾尔声乐、器乐、十二木卡姆。1944年伊犁三区革命爆发后，参加三区革命民族军第四团，在前线作战两年。1946年退伍，历任伊宁如鲜中学音乐教师，塔城、额敏文工团演奏员。1950年调到新疆歌舞团工作。
1951年，到西北民族艺术学院艺术系任音乐教师。其间，应邀参加了对抗美援朝的中国人民志愿军的慰问，并在中国国内参加义务演出。1955年新疆艺术学校成立，调任该学校音乐教师。从1940年代起，他便关注音乐教育，研究新疆民族音乐教育的体系。在没有民族音乐教材的情况下，他用艺术实践充实课堂教学，注意声乐与器乐的结合，还编写了一些民族音乐教材。
他回忆说：“我当了十四年的‘黑帮’。在乌鲁木齐的家中晚上是没有火的，下面铺着三四个褥子，上面盖着两床被子，头上缠着毛巾，再戴上口罩才能入睡。我并没有反对（党和政府），只是我参加过三区革命就被戴了帽子。这十四年我在做乐器。白天，向毛主席的画像请示后我去参加劳动，院子里的木匠、铁匠的活儿都由我来做。”“文化大革命中，我被戴了四顶帽子：一是地方民族主义，二是通外，三是坏分子，第四个是什么来着……”
他先后整理、改编了许多民族民间音乐作品。还创作了40多首歌曲和乐曲，例如《委婉》、《印记》、《美妙的喀什热瓦甫》、《欢乐的百灵这才歌唱》、《白杨林》、《我为你献上深情》、《齐满河》、《鲁特甫拉》、《母亲的嘱托》等歌曲，以及《新的华章》等乐曲。他还擅长都塔尔演奏及都塔尔弹唱。从1950年代起，他将都塔尔、弹拨尔作为研究和乐器改革的对象，使弹拨尔、都塔尔的琴体结构、音箱等规格初步统一。1984年，在新疆维吾尔自治区文化厅举办的民族乐器改革研讨会上，木沙江·肉孜因乐器改革方面的贡献而获二级成就奖。1988年退休。